# Похлебаев, Иван Григорьевич
Иван Григорьевич Похлебаев (1917—2000) — советский военный лётчик. Участник Великой Отечественной войны. Герой Советского Союза (1945). Полковник.

## Биография
Иван Григорьевич Похлебаев родился 28 марта 1917 года в селе Подолянь Орловского уезда Орловской губернии Российской Республики (ныне село Глазуновского района Орловской области Российской Федерации) в крестьянской семье. Русский. В начале 1920-х годов семья Похлебаевых переехала в деревню Сальково в пригороде города Подольска. Иван Григорьевич окончил 7 классов Подольской школы № 12. С 1931 года работал разнорабочим на Подольском крекинго-электровозостроительном заводе и одновременно учился на слесаря-сборщика в школе фабрично-заводского ученичества. По окончании школы ФЗУ трудился по специальности в сборочном цехе завода.
Начало 30-х годов XX века в СССР ознаменовалось бурным развитием авиации. Увлёкшись воздухоплаванием, И. Г. Похлебаев перевёлся на Подольский патронный завод № 17, при котором функционировал аэроклуб. Летать учился без отрыва от производства. Завершив программу обучения на самолёте У-2 в 1937 году, Иван Григорьевич в мае 1938 года поступил в Высшую парашютную школу Осоавиахима, по окончании которой с января 1939 года работал лётчиком-инструктором в Ногинском аэроклубе. В связи с напряжённой внешнеполитической обстановкой в декабре 1939 года И. Г. Похлебаев был призван на военные сборы, во время которых он решил стать военным лётчиком. В январе 1940 года его направили на учёбу в Ульяновскую военную авиационную школу пилотов. Военную службу сержант И. Г. Похлебаев начал в Закавказском военном округе в должности лётчика-инструктора Цнорис-Цхалинской военной авиационной школы пилотов.
В боях с немецко-фашистскими захватчиками старший сержант И. Г. Похлебаев с 26 августа 1942 года в должности лётчика 750-го смешанного авиационного полка 217-й истребительной авиационной дивизии 4-й воздушной армии. Участник Битвы за Кавказ на Северо-Кавказском и Закавказском фронтах. Воевал на истребителе И-16. В ходе Моздок-Малгобекской оборонительной, Нальчикско-Орджоникидзевской оборонительной, Северо-Кавказской наступательной и Краснодарской наступательной операций совершил 39 боевых вылетов на разведку войск противника. Сведения, добытые И. Г. Похлебаевым, неоднократно позволяли командованию 9-й армии своевременно определять замыслы врага и оперативно реагировать на изменение обстановки. Во время наступательных операций старший сержант Похлебаев вскрыл оборону противника на участках Платнировская — Верхний и Пластуновская — Тимашевская — Брюховецкая. Разведывательные полёты Иван Григорьевич сопровождал штурмовками обнаруженных целей, в ходе которых он уничтожил 1 автомашину и 18 немецких солдат. 5 февраля 1943 года при штурмовке огневых позиций врага на самолёте Похлебаева был пробит маслобак, но за счёт умелого маневрирования Иван Григорьевич сумел привести машину на свой аэродром. В этот период он одержал свою первую воздушную победу, сбив в групповом бою немецкий военно-транспортный самолёт Ю-52. 13 марта 1943 года в воздушном бою И-16 Похлебаева был подбит и загорелся. Иван Григорьевич сумел покинуть горящий самолёт с парашютом, но получил ожоги лица и рук. После недолгого пребывания в госпитале в Ессентуках, он вернулся в строй.
В середине марта 1943 года 750-й смешанный авиационный полк был расформирован, и старший сержант И. Г. Похлебаев, получивший 10 марта офицерское звание, был переведён в 84-й «А» истребительный авиационный полк 19 мая 1943 года был включён в состав 216-й смешанной авиационной дивизии (с 17.06.1943 г. 9-й гвардейской истребительной авиационной дивизии) 4-й воздушной армии, и назначен на должность заместителя командира авиационной эскадрильи — штурмана эскадрильи. В июне 1943 года полк был преобразован в 101-й гвардейский.
12 июля 1943 года полк был выведен на переформирование на аэродром Вазиани. Летом 1943 года И. Г. Похлебаев прошёл переобучение на самолёте Р-39 «Аэрокобра». В конце октября 1943 года 101-й гвардейский истребительный авиационный полк вернулся в 4-ю воздушную армию и в составе 329-й истребительной авиационной дивизии начал подготовку к Керченско-Эльтигенской десантной операции. В задачу лётчиков полка входило прикрытие плавсредств в Керченском проливе и наземных войск на плацдармах от налётов вражеских бомбардировщиков и штурмовиков. В ходе операции и последовавших боях за удержание плацдармов на Керченском полуострове гвардии лейтенант И. Г. Похлебаев в период с 20 ноября 1943 года по 28 января 1944 года совершил 49 боевых вылетов. В 13-ти воздушных боях он сбил 6 немецких самолётов (1 Ю-87, 1 Ме-109 и 4 ФВ-190). Самым запоминающимся в этот период стало 28 января 1944 года. Будучи ведущим четвёрки Аэрокобр, Иван Григорьевич вступил в бой с группой немецких штурмовиков ФВ-190, в ходе которого сбил один вражеский самолёт. Ещё один «Фокке-Вульф» был подожжён гвардии младшим лейтенантом Б. С. Дементеевым. Один немецкий штурмовик пытался покинуть поле боя. Ему удалось перевалить через линию фронта, но Похлебаев, несмотря на сильный зенитный огонь противника, настиг его и уничтожил. За день это был уже третий сбитый им самолёт. За ходом боя с земли наблюдали командующий Отдельной Приморской армией генерал армии И. Е. Петров и командующий 4-й воздушной армией генерал-полковник К. А. Вершинин, которые радиограммой поздравили лётчиков с одержанной победой. 24 января 1944 года в воздушном бою погиб командир 2-й эскадрильи Г. М. Заводчиков, и Иван Григорьевич был назначен исполняющим обязанности командира эскадрильи. Вскоре ему присвоили очередное воинское звание гвардии старшего лейтенанта.
В ходе боёв за освобождение Крыма от немецко-фашистских захватчиков 101-й гвардейский истребительный авиационный полк осуществлял воздушное прикрытие наземных войск Отдельной Приморской армии. В период с 1 февраля по 26 апреля 1944 года гвардии старший лейтенант И. Г. Похлебаев совершил 50 боевых вылетов. В 29 проведённых боях он сбил ещё 12 немецких самолётов (4 Ме-109 и 8 ФВ-190). За 138 успешных боевых вылетов и 18 сбитых самолётов противника 30 апреля 1944 года командир полка гвардии подполковник А. Н. Павликов представил Ивана Григорьевича к званию Героя Советского Союза. Указ Президиума Верховного Совета СССР был подписан 23 февраля 1945 года. 30 апреля 1944 года 329-я истребительная авиационная дивизия, в состав которой входил 101-й гвардейский полк, была передана в распоряжение 8-й воздушной армии 4-го Украинского фронта. В боях за город Севастополь с 30 апреля по 8 мая 1944 года И. Г. Похлебаев совершил ещё 44 боевых вылета, в ходе которых сбил свой последний задокументированный самолёт противника — немецкий истребитель Ме-109.
Как заместитель командира эскадрильи, а с января 1944 года фактически являясь командиром 2-й эскадрильи 101-го гвардейского истребительного авиационного полка, И. Г. Похлебаев уделял большое внимание подготовке лётного состава тактике ведения воздушного боя. Результаты его работы сказались на показателях эскадрильи в ходе боёв за Крым. В период с 20 ноября 1943 года по 8 мая 1944 года 2-я эскадрилья свершили 476 боевых самолёто-вылетов, в ходе которых был сбит 51 вражеский самолёт. За умелое руководство подразделением Иван Григорьевич был награждён орденом Александра Невского. После освобождения Севастополя 101-й гвардейский истребительный авиационный полк был выведен в Харьковский военный округ, где на аэродроме Богодухов прошёл переформирование. Летом — осенью 1944 года гвардии старший лейтенант И. Г. Похлебаев занимался обучением молодых лётчиков, прибывших в полк в качестве пополнения из авиационных школ Северного Кавказа и Закавказья. В декабре 1944 года полк в составе 329-й истребительной авиационной дивизии вернулся в 4-ю воздушную армию, которая вела бои на 2-м Белорусском фронте. Зимой — весной 1945 года Иван Григорьевич участвовал в Восточно-Прусской, Восточно-Померанской и Берлинской наступательных операциях, в ходе которых эскадрильи полка совершали боевые вылеты на прикрытие наземных войск, штурмовку вражеских аэродромов, сопровождение своих бомбардировщиков и штурмовиков. Гвардии старший лейтенант И. Г. Похлебаев участвовал во взятии городов Млава, Алленштайн, Ортельсбург, Пренцлау и Данциг. В заключительные дни войны в ходе Берлинской операции 101-й гвардейский истребительный авиационный полк поддерживал наступление 65-й армии на Штеттин. Боевой путь Иван Григорьевич закончил в Передней Померании, совершив за годы войны 187 боевых вылетов и сбив 18 самолётов противника лично. Эскадрилья под его командованием к 8 мая 1945 года произвела 930 самолёто-вылетов. Лётный состав эскадрильи в воздушных боях сбил 56 самолётов противника, потеряв при этом только одного лётчика.
После окончания Великой Отечественной войны И. Г. Похлебаев продолжил службу в Военно-воздушных силах СССР. Служил командиром эскадрильи и заместителем командира 689-го гвардейского истребительного полка 237-й гвардейской истребительной авиационной дивизии 59-й воздушной армии по тактике воздушного боя и воздушной стрельбе в составе Центральной группы войск. С 1953 года И. Г. Похлебаев — в морской авиации. Командовал эскадрильей в 925-м истребительном авиационном полку ВВС Черноморского флота. После окончания в 1954 году Высших лётно-тактических курсов усовершенствования командного состава авиации военно-морских сил Иван Григорьевич получил назначение в 87-й гвардейский истребительный авиационный полк 137-й истребительной авиационной дивизии ВВС 4-го флота ВМФ СССР (с декабря 1955 года Балтийского флота). В августе 1955 года он был назначен командиром полка, но уже через три месяца переведён на должность заместителя командира 137-й истребительной авиационной дивизии по лётной подготовке. В декабре 1957 года подполковник И. Г. Похлебаев не прошёл очередную медицинскую комиссию и в январе 1958 года был уволен в запас. Звание полковника запаса Ивану Григорьевичу было присвоено в 1980 году в ознаменование 35-летия Победы в Великой Отечественной войне.
После увольнения из армии И. Г. Похлебаев жил в городе Подольске. С 1959 по 1964 год он работал мастером производственного обучения в ГПТУ № 27, а с 1964 по 1988 год — слесарем вакуумной лаборатории отдела неразрушающих методов контроля на заводе инструментального оборудования ЗиО. После выхода на пенсию Иван Григорьевич вёл активную общественную жизнь: занимался военно-патриотическим воспитанием молодёжи, участвовал в ветеранском движении.
23 февраля 2000 года И. Г. Похлебаев скончался. Похоронен на кладбище деревни Сатино-Русское Подольского района Московской области.

## Список известных личных побед И. Г. Похлебаева
| №  | Дата       | Тип самолёта | Место боя                  | Место падения самолёта         |
| -- | ---------- | ------------ | -------------------------- | ------------------------------ |
| 1  | 09.01.1944 | Ме-109       | Керченский пролив          | район Керчи                    |
| 2  | 25.01.1944 | Ю-87         | район Керчи                | Катерлез                       |
| 3  | 25.01.1944 | ФВ-190       | Восточнее посёлка Булганак | район Керчи                    |
| 4  | 28.01.1944 | ФВ-190       | район Керчи                | район Керчи                    |
| 5  | 28.01.1944 | ФВ-190       | район Керчи                | район Керчи                    |
| 6  | 28.01.1944 | ФВ-190       | район Керчи                | Ташлыяр                        |
| 7  | 05.02.1944 | Ме-109       | район Керчи                | Багерово                       |
| 8  | 06.02.1944 | Ме-109       | район Керчи                | Александровка                  |
| 9  | 07.02.1944 | ФВ-190       | район Керчи                | Александровка                  |
| 10 | 08.02.1944 | ФВ-190       | Мама Русская               | Мама Русская                   |
| 11 | 08.02.1944 | ФВ-190       | Ленинский район            | высота 106,8                   |
| 12 | 13.02.1944 | ФВ-190       | Владиславовка              | Шубино-Байгоджа                |
| 13 | 14.02.1944 | Ме-109       | район Керчи                | Чурубаш                        |
| 14 | 15.02.1944 | Ме-109       | район Керчи                | западнее Керчи                 |
| 15 | 18.04.1944 | ФВ-190       | Севастополь                | Шестая Верста                  |
| 16 | 18.04.1944 | ФВ-190       | Балаклава                  | в море у мыса Фиолент          |
| 17 | 19.04.1944 | ФВ-190       | Шестая Верста              | Севастополь, район высоты 44,0 |
| 18 | 23.04.1944 | ФВ-190       | восточнее Севастополя      | Шестая Верста                  |
| 19 | май 1944   | Ме-109       | Феодосия                   | Феодосия                       |

## Награды
- Медаль «Золотая Звезда» (23.02.1945);
- орден Ленина (23.02.1945);
- три ордена Красного Знамени (16.02.1944; 31.05.1945; 1955)
- орден Александра Невского (14.05.1944);
- орден Отечественной войны 1-й степени (11.03.1985);
- три ордена Красной Звезды (14.03.1943; 1955; 1956);
- медали, в том числе:
  - медаль «За боевые заслуги»;
  - медаль «За оборону Кавказа» (май 1944).

## Оценки и мнения
…и мы и немцы друг друга прослушивали. Все знали друг друга. Допустим, вызывают четвёрку Похлебаева на смену звену другой эскадрильи, которое дерётся с «мессерами». Только передали, что Похлебаев летит, смотришь, «мессера» — переворот, раз, раз и ушли, бросили этих. Мы ходим, ходим, барражируем, ни черта нет. Только сдаём смену другим лётчикам, уходим, тут же откуда-то появляются «мессера». Немцы знали, что звена Похлебаева нужно бояться, а других можно бить— Б. С. Дементеев, однополчанин (Из книги А. Драбкина «Я дрался с асами люфтваффе. На смену павшим. 1943–1945».

В 1942 году, из запасного полка, ко мне пришёл Иван Григорьевич Похлебаев. Он провоевал до конца войны. Стал Героем Советского Союза. Это был отличный боец.— Из воспоминаний авиационного механика В. Р. Занина на сайте «Я помню».

## Память
- Бюст Героя Советского Союза И. Г. Похлебаева установлен в посёлке городского типа Глазуновка Орловской области.
- Мемориальная доска в честь Героя Советского Союза И. Г. Похлебаева установлена в городе Подольске Московской области.

## Документы
- Общедоступный электронный банк документов «Подвиг Народа в Великой Отечественной войне 1941—1945 гг.» Дата обращения: 14 марта 2013. Архивировано из оригинала 13 марта 2012 года.

Представление к званию Героя Советского Союза и указ ПВС СССР о присвоении звания. Дата обращения: 14 марта 2013. Архивировано 7 апреля 2013 года.
Орден Красного Знамени (наградной лист и приказ о награждении от 16.02.1944). Дата обращения: 14 марта 2013. Архивировано 7 апреля 2013 года.
Орден Красного Знамени (наградной лист и приказ о награждении от 31.05.1945). Дата обращения: 14 марта 2013. Архивировано 7 апреля 2013 года.
Орден Александра Невского (наградной лист и приказ о награждении). Дата обращения: 14 марта 2013. Архивировано 7 апреля 2013 года.
Орден Отечественной войны 1-й степени (информация из карточки награждённого к 40-летию Победы). Дата обращения: 14 марта 2013. Архивировано 7 апреля 2013 года.
Орден Красной Звезды (наградной лист и приказ о награждении). Дата обращения: 14 марта 2013. Архивировано 7 апреля 2013 года.